# Abbaye de Bonne-Espérance (bière)
Pour les articles homonymes, voir Bonne-Espérance.
La Bonne-Espérance est une bière belge d'abbaye. Elle tire son nom de l'abbaye de Bonne-Espérance en Belgique. Jusqu'en décembre 2014, cette bière était fabriquée par la brasserie Lefebvre, à Quenast. Depuis janvier 2015, la Bonne-Espérance est un produit de la brasserie La Binchoise.
Ces bières portent aujourd'hui le logo des bières belges d'abbaye reconnues. 

## Variétés et conditionnements
- Abbaye de Bonne-Espérance blonde légèrement ambrée, en bouteilles de 33 ou 75 cℓ, alc. 7,8% vol.
- Abbaye de Bonne-Espérance blonde, en fûts de 15 ou 30 ℓ, alc. 6,3% vol.
- Abbaye de Bonne-Espérance brune, en fûts de 15 ou 30 ℓ, alc. 6,3% vol.